# Osmia melanocephala
Osmia melanocephala är en biart som beskrevs av Morawitz 1875. Osmia melanocephala ingår i släktet murarbin, och familjen buksamlarbin. Inga underarter finns listade i Catalogue of Life.